# (58664) IYAMMIX
(58664) IYAMMIX est un astéroïde de la ceinture principale.

## Description
(58664) IYAMMIX est un astéroïde de la ceinture principale. Il fut découvert le 21 décembre 1997 à l'Observatoire Kleť par Jana Tichá et Miloš Tichý. Il présente une orbite caractérisée par un demi-grand axe de 2,37 UA, une excentricité de 0,25 et une inclinaison de 4,1° par rapport à l'écliptique.

## Compléments